# Forsbrook
Forsbrook – wieś w Anglii, w hrabstwie Staffordshire, w dystrykcie Staffordshire Moorlands. Leży 19 km na północ od miasta Stafford i 209 km na północny zachód od Londynu.